# Nephodia maturata
Nephodia maturata är en fjärilsart som beskrevs av Paul Dognin 1900. Nephodia maturata ingår i släktet Nephodia och familjen mätare. Inga underarter finns listade i Catalogue of Life.